# Termometria
La termometria è la branca della termologia che tratta della misurazione della temperatura, attraverso la determinazione del valore dell'emissività di un corpo, e dei corrispondenti strumenti di misura, i termometri.
Per la misurazione della temperatura sono usate diverse scale e diverse unità di misura che, per quanto comunemente accettate nell'ambito tecnico, devono essere progressivamente sostituite dalla scala termometrica assoluta e dal kelvin.